# Colonna del Congresso

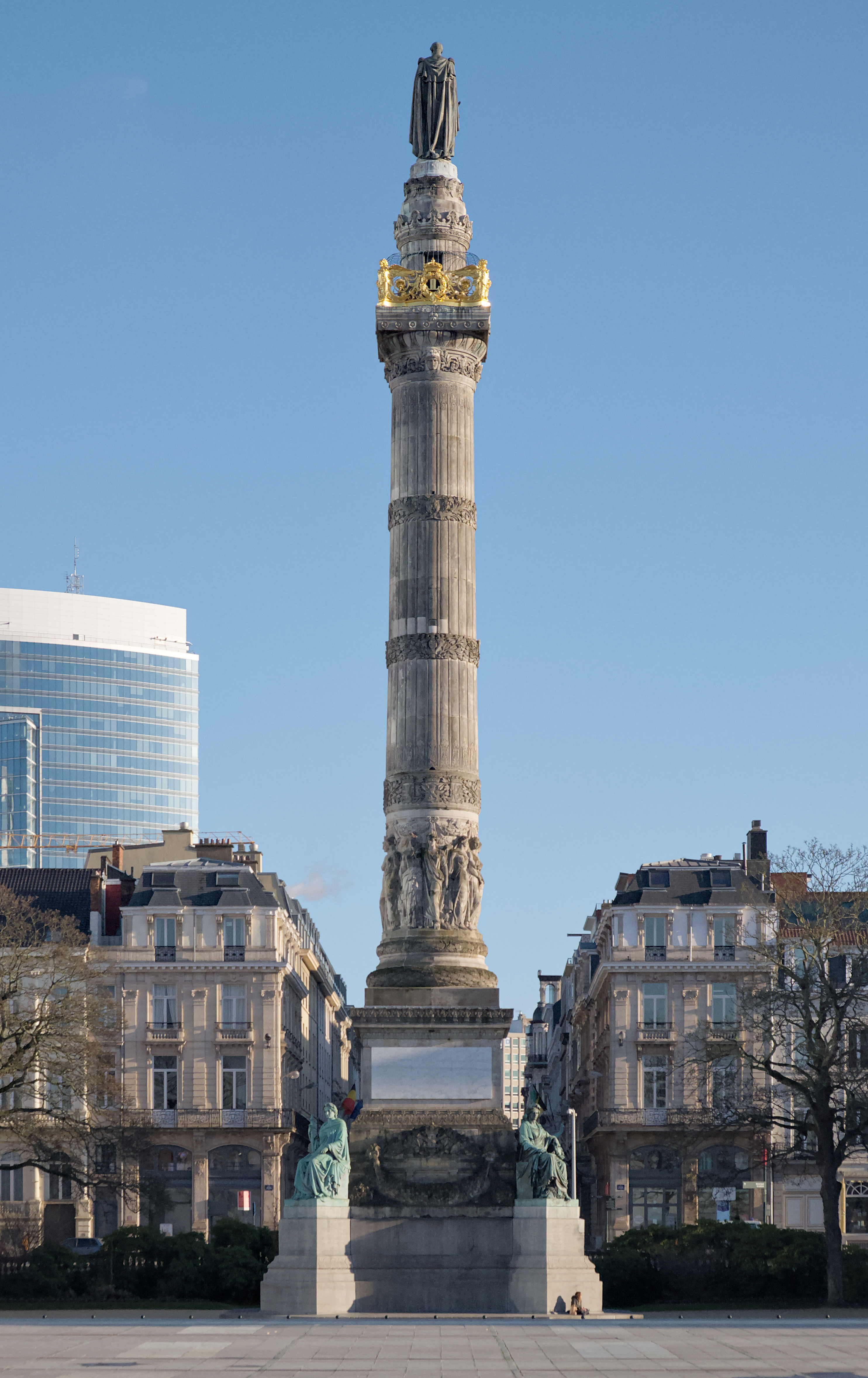
La colonna nel periodo natalizio

La colonna del Congresso (in francese Colonne du Congrès, in olandese Congreskolom) è una colonna monumentale di Bruxelles situata nella piazza del Congresso che commemora la promulgazione della prima Costituzione da parte del Congresso nazionale del Belgio.
Venne eretta fra 1850 e 1859 su proposta di Charles Rogier e progetto di Joseph Poelaert ispirato alla Colonna Traiana a Roma. In cima al monumento si trova una statua del primo re del paese Leopoldo I, mentre alla sua base la tomba del milite ignoto.